# Lanzius L II
Il Lanzius II fu un aereo da caccia monoposto, monomotore, sviluppato dall'azienda statunitense Lanzius Aircraft Company nella seconda metà degli anni venti del XX secolo e rimasto alla stadio di prototipo.

## Storia del progetto
Nel corso della prima guerra mondiale il professor George Lanzius, un immigrato olandese, fondò a New York una propria azienda per la costruzione di aerei, denominata Lanzius Aircraft Company. Il primo progetto della nuova azienda fu la costruzione, nel 1917, di un aereo biplano biposto, dotato di ala a incindenza variabile, per lo US Signaal Corps, denominato Lanzius L I (Lanzius Variable Speed Aeroplane). Esso era azionato da un motore Duesemberg a 4 cilindri da 240 CV.
Da esso l'anno successivo il professor Lanzius sviluppo un aereo da caccia monoposto, designato Lanzius L.II. L'US Army Air Corps ordinò alla ditta quattro esemplari di tale velivolo per condurre test comparativi. Il primo prototipo andò in volo per la prima volta, nelle mani del capo collaudatore della ditta Lester E. Holt, il 29 giugno 1918. Nel 1919 due velivoli (n/c. AS40034 e 40035), dotati di propulsore Packard 1A-1237 a 6 cilindri in linea da 350 CV (260 kW)  furono trasferiti all'esercito sul McCook Fild Airfield. Uno di essi, durante i collaudi,  ebbe un cedimento strutturale e precipitò al suolo causando la morte del collaudatore Lester E. Holt. L'United States Army Air Service restituì alla  Lanzius Aircraft Company il secondo prototipo e annullò la costruzione degli altri due aerei, nc.40036 e 40037, che dovevano essere equipaggiati con motore Liberty L-12 da 400 CV.

## Descrizione tecnica
Si trattava di un aereo biplano con le ali di uguale apertura dotate di camber e angolo di calettamento variabile tramite un meccanismo azionato da cavi e pulegge. Le ali a due campate avevano capriate esterne sopra i longheroni principali superiori e sotto i longheroni principali inferiori e la campanatura e l'incidenza erano variabili da 0° a +15°. Tra gli altri vantaggi, questo sistema doveva ridurre la velocità di atterraggio dell'aereo, mentre tra gli svantaggi vi era un aumento della resistenza aerodinamica. Le ali erano collegate tra di loro da tre coppie di montanti interalari. La fusoliera, che nella parte iniziale aveva forma rettangolare, ospitava la cabina di pilotaggio aperta appena dietro l'ala superiore, che aveva un piccolo ritaglio arrotondato per migliorare la visibilità. Il carrello di atterraggio, triciclo, posteriore, fisso, vedeva l'asse principale collegato alla fusoliera e all'ala inferiore tramite tre coppie di montanti leggermente inclinati verso la coda. Era installato un pattino di coda. La propulsione era affidata a un motore in linea Packard 1A-1237 a 12 cilindri raffreddati a liquido, che erogava la potenza di 350 CV (260 kW) ed azionante un'elica bipala.